# Sjeverna Bosna (1718. – 1739.)
Sjeverna Bosna, Kraljevina Bosna (njemački: Königreich Bosnien) ili Dio Kraljevine Bosne (latinski: Regni Bosniae Pars) bio je dio hrvatske vojne granice pod upravom Habsburške Monarhije između 1718. i 1739. godine. Požarevačkim mirom iz 1718. godine, ovo područje je izdvojeno iz Osmanskog Carstva i priključeno hrvatskoj vojnoj granici. Teritorij je obuhvataćao Semberiju i Posavinu, odnosno područje duž desne obale rijeke Save. Nakon Beogradskog mira iz 1739. godine, ovo područje je ponovo palo pod Osmanlije.

## Vanjske poveznice
- Stara karta Sjeverne Bosne